# 구아라파리

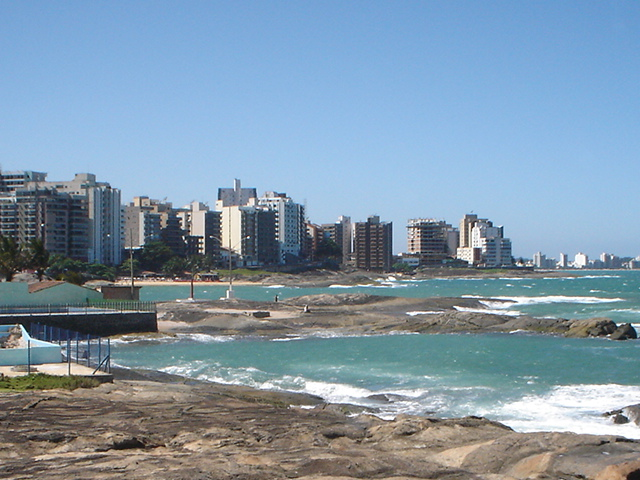
구아라파리

구아라파리의 위치

구아라파리(포르투갈어: Guarapari)는 브라질 이스피리투산투주의 도시로 면적은 592.231km2, 높이는 15m, 인구는 116,278명(2013년 기준), 인구 밀도는 200명/km2이다. 도시가 설립된 시기는 1679년이다. 주도 비토리아에서 남쪽으로 47km 정도 떨어진 곳에 위치한다. 브라질에서 유명한 관광지 가운데 하나로 아름다운 곡선을 띤 백사장으로 유명한 곳이다.